# برج مراقبة
برج المراقبة هو هيكل يستخدم لمشاهدة الأحداث من مسافة بعيدة بنطاق رؤية كامل يصل إلى 360 درجة لإجراء عمليات مراقبة عن بعد. عادة ما يبنى هذا النوع من الأبراج باستعمال الحجارة والخشب والحديد (بداية من القرن 19) بارتفاع لا يقل عن 20 متر (66 قدم). للأبراج الحديثة استخدامات إضافية كأبراج للبث الإذاعي والتلفزيوني والاتصالات اللاسلكية.
ظهرت الأبراج لأول مرة في العالم القديم، وهي بقدم الإمبراطورية البابلية.

## الاستعمالات
تستعمل أبراج المراقبة في ميادين شتى مثل :
- كبرج مراقبة جوية في المطارات.
- كأبراج مراقبة اندلاع الحرائق في الغابات.
- كأبراج مراقبة لأغراض أمنية وعسكرية.

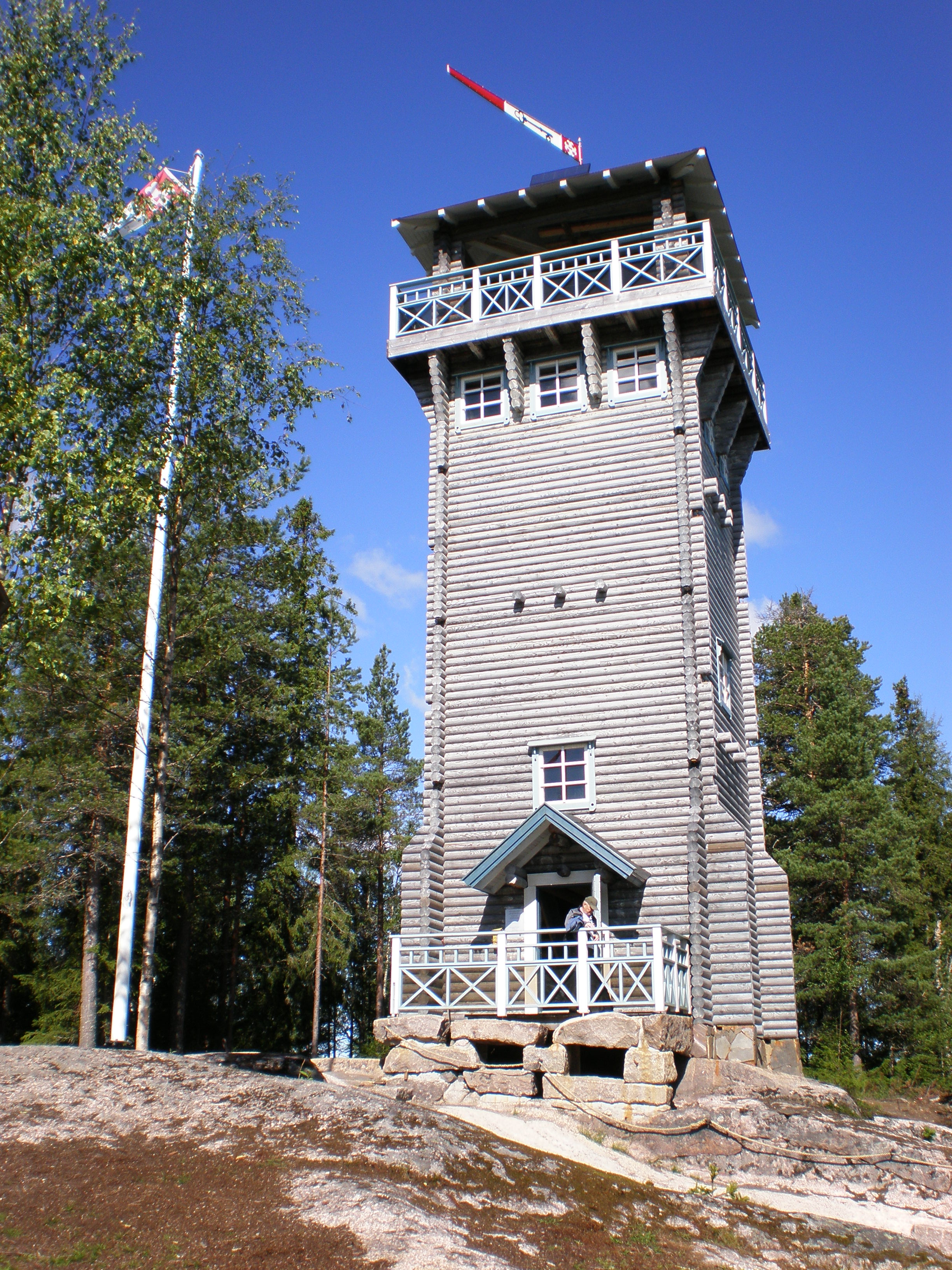
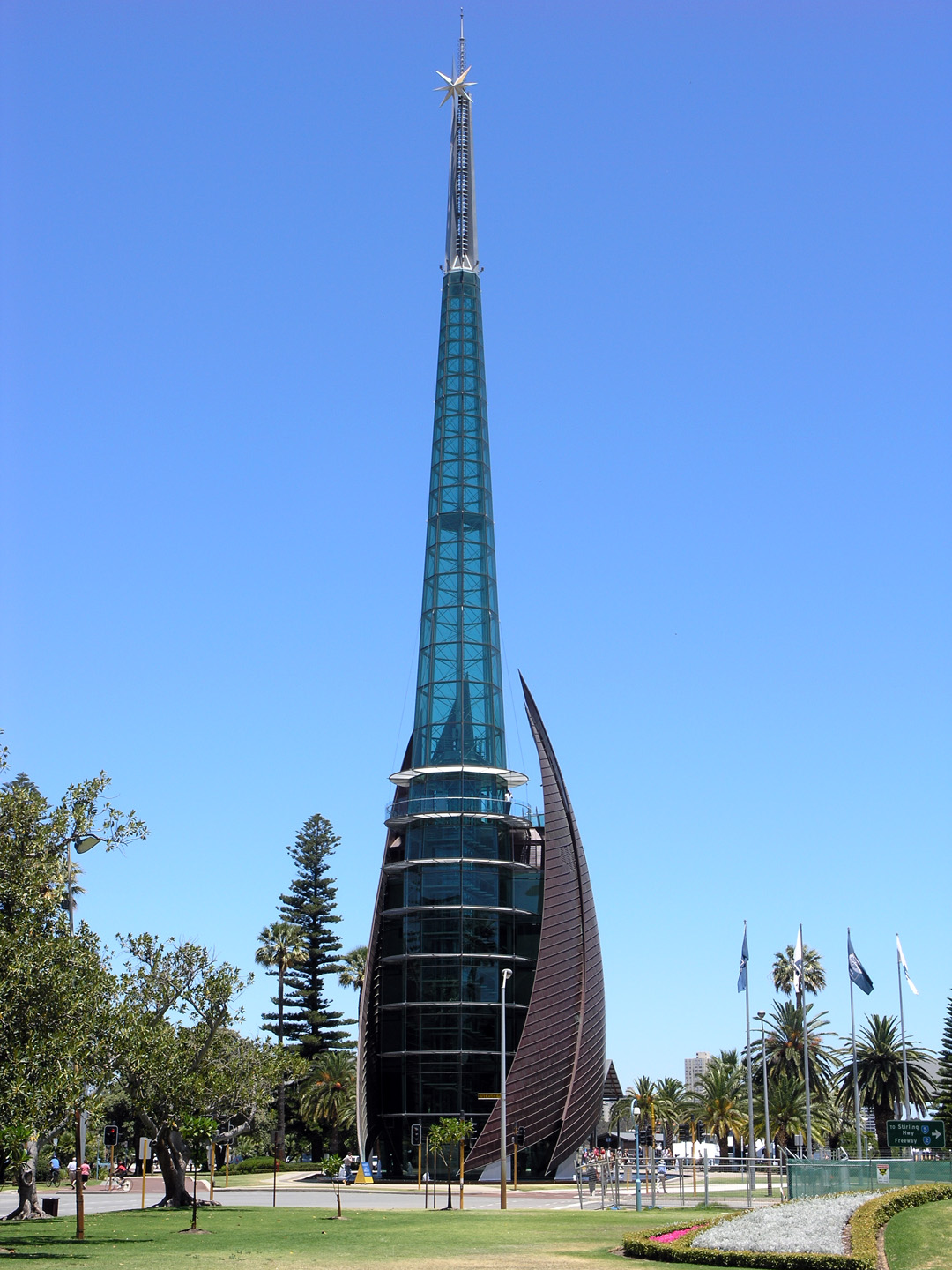
برج سوان بلز،برث،استراليا
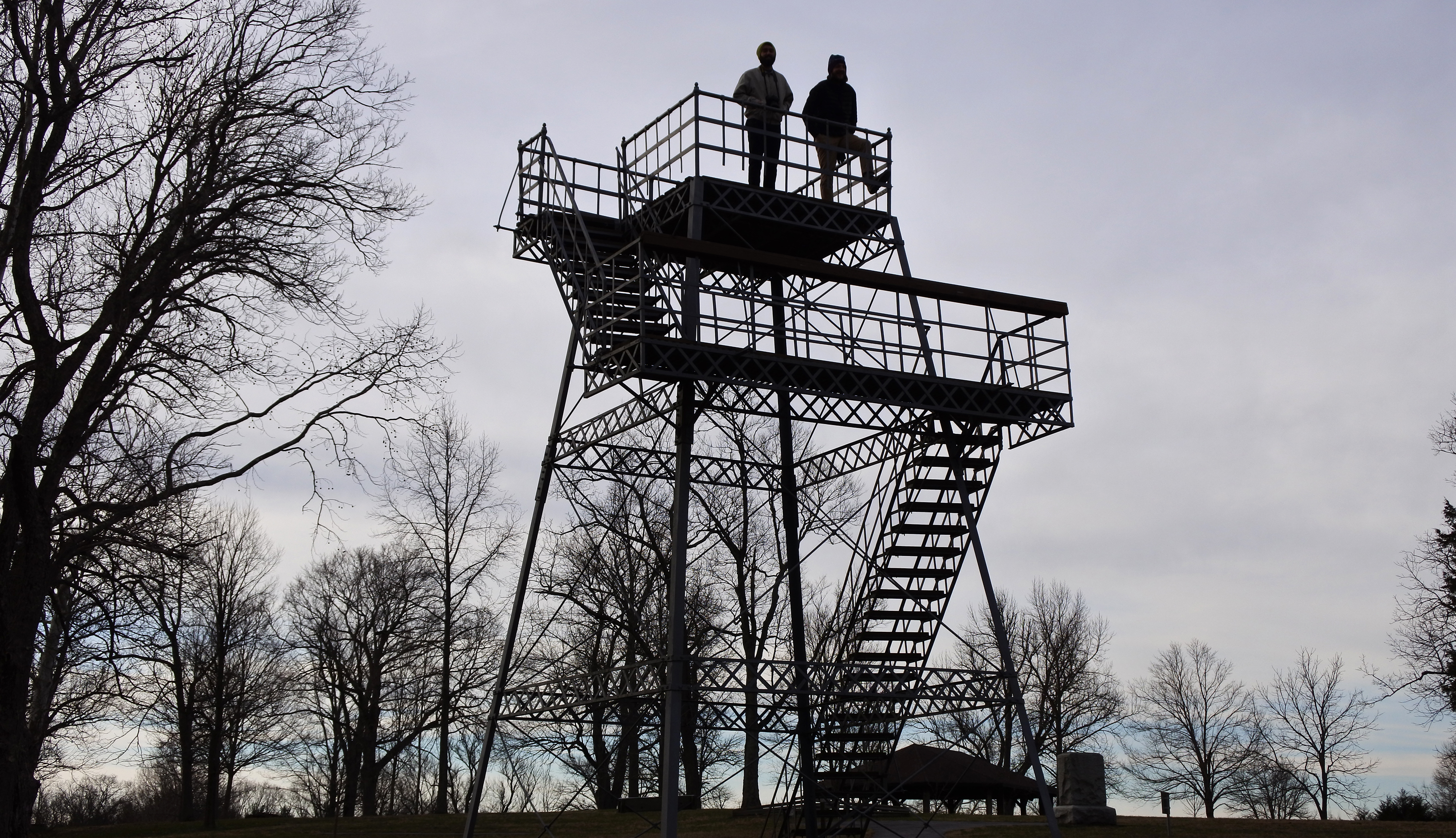
برج،أوهايو
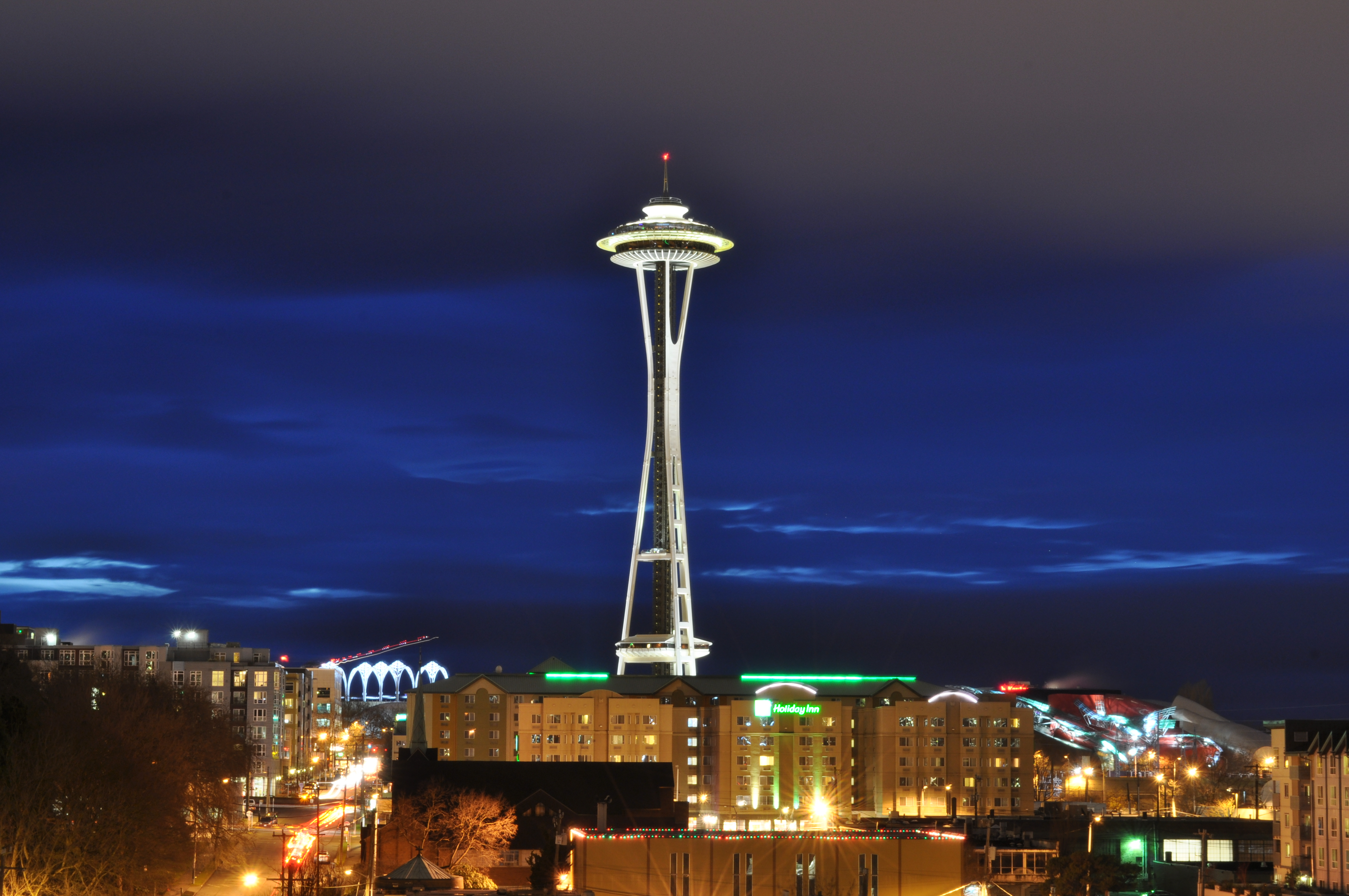
الإبرة الفضائية،سياتل،واشنطن (ولاية)
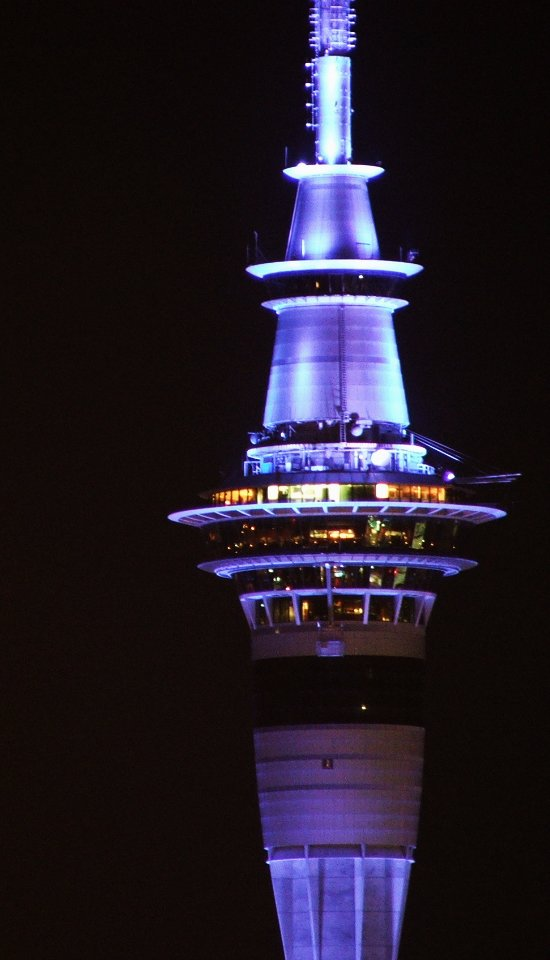
برج السماء (أوكلاند)،نيوزيلندا